# Pall Mall (Londyn)

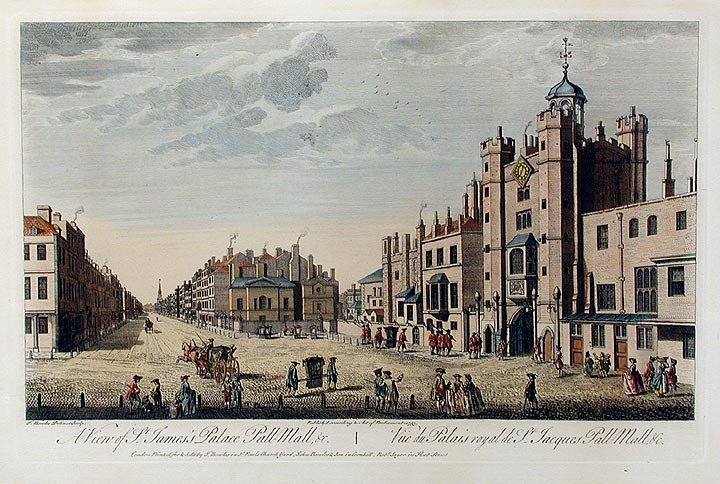
Widok St James's Palace, Pall Mall etc Thomasa Bowlesa, opublikowany w 1763. Widok na wschód. Wartownia pałacu St James's znajduje się z prawej strony.

Pall Mall (pæl mæl) – ulica w londyńskiej dzielnicy Westminster. Biegnie równolegle do reprezentacyjnej The Mall od St. James's Street  przez Waterloo Place do Haymarket; Pall Mall East prowadzi dalej do  Trafalgar Square. Pall Mall jest jedną z ważniejszych ulic londyńskiej dzielnicy St.James's. Najbliższe stacje metra to Charing Cross i Green Park.
Nazwa ulicy pochodzi od popularnej przypominającej krykieta gry Paille-Maille, uprawianej tam w XVII w.
Ulica znana jest także z licznych klubów (Gentlemen's clubs), które w XIX i XX wieku wybudowały tam swoje siedziby. Są to między innymi:  Athenaeum Club,  Travellers Club, Army and Navy Club, Reform Club, United Services Club, Oxford and Cambridge Club oraz Royal Automobile Club.

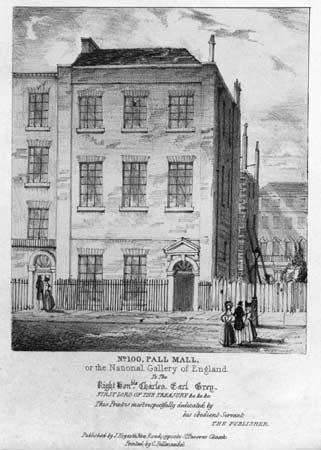
100 Pall Mall, była siedziba National Gallery między 1824 i 1834.

W pewnym okresie Pall Mall była centrum londyńskiej sceny artystycznej. W 1814 znajdowały się tam: Galeria Narodowa, Królewska Akademia Sztuk Pięknych, oraz dom aukcyjny Christie's.